# Stadtarchiv Speyer
Das Stadtarchiv Speyer ist das älteste kommunale Archiv der Pfalz.
Das früheste Dokument, das im Archiv verwahrt wird, ist eine Urkunde Kaiser Friedrichs I. aus dem Jahr 1182, in der die von Kaiser Heinrich V. der Stadt Speyer im Jahr 1111 verliehenen Privilegien bestätigt und erweitert wurden. Die Tradition des Archivs geht weit in die reichsstädtische Zeit zurück, es gilt somit als eines der ältesten Ämter der Stadt Speyer. Neben einer Vielzahl historisch bedeutender Dokumente und Archivbestände bietet es auch eine große Foto- und Zeitungsausschnittsammlung, sowie einzigartige Sachgegenstände, die in regelmäßig wechselnden Ausstellungen im Stadtarchiv gezeigt werden. Dazu gehört etwa eine Archivtruhe aus der reichsstädtischen Zeit, die „Rote Lade“.

## Geschichte
Die Anfänge des Archivs der Reichsstadt Speyer sind bereits im 14./15. Jahrhundert zu fassen. Kaiser Maximilian I. bat am 18. Dezember 1498 den Rat der Stadt Speyer, ihm aus ihrem Archiv die älteste deutsche Schrift im Original zuzusenden. Auch andere Persönlichkeiten, wie etwa der Schriftsteller und Speyerer Stadtschreiber Christoph Lehmann, nutzten das Archiv intensiv. Später ging seine Bedeutung zurück, und nur wenige Kenner wussten von ihm. So entwickelte sich mit der Zeit das Gerücht, dass die Quellen zur Stadtgeschichte in den Kriegswirren der Vorjahre (1689) verloren gegangen seien. Um dies richtigzustellen, gab der (bayerische) Archivar Franz Xaver Glasschröder 1893 in der „Palatina“ (Belletristisches Beiblatt der Pfälzer Zeitung vom 28. Januar) einen kurzen Bericht an die Öffentlichkeit über die Bestände und die Geschichte des Stadtarchivs. Armin Tille gab diesen im zweiten Band seiner „Deutschen Geschichtsblätter“ folgendermaßen wieder:

„Während somit die erwähnten staatlichen Archive leider lauter Bruchstücke enthalten, die zusammengefügt allerdings ein beinahe lückenloses ganzes ergeben, hat sich die alte Reichs- und jetzige bayerische Kreishauptstadt Speier trotz Verwüstung und Brand ihr Stadtarchiv infolge eines glücklichen Zufalls – das Stadtarchiv war am 14. März 1689, also gut zwei Monate vor dem großen Stadtbrande (31. Mai 1689) auf Befehl Ludwigs XIV. über Landau nach Straßburg gebracht worden. Vergl. „Feierstunde“ (Unterhaltungsblatt zur „Pfälzischen Presse“) 1893, No. 70 – in einer Vollständigkeit bewahrt, wie sie nicht allzuviele Städte in deutschen Landen aufzuweisen vermögen. Gerade ob seiner Vollständigkeit zählt das Speierer Stadtarchiv neben dem ehrwürdigen durch königliche Munifizenz in altem Glanze erstrahlenden Kaiserdome und dem ob seines hervorragenden Wertes eines würdigen und feuersicheren Heims so bedürftigen pfälzischen Kreismuseum zu den Sehenswürdigkeiten der alten Nemeterstadt. In den hier verwahrten nach Tausenden zählenden Urkunden und Aktenfaszikeln erblicken wir wie in einem Spiegel die äußere und innere Entwicklung, die Blütezeit und den Verfall einer freien deutschen Reichsstadt, wie nicht minder die Gründe und Ursachen, welche ihr Wachsen, Gedeihen und das schließliche Verwelken herbeigeführt haben. Da fesseln uns die kaiserlichen Privilegien von Kaiser Rotbart, Friedrich I., bis herab zum Astrologen auf dem Kaiserthron Rudolf II. – die Stütze der Speierer Bürgerschaft in ihrem langen Freiheitskampfe gegen die landesherrliche Gewalt des Fürstbischofs. Die heißen Kämpfe zwischen Patriziat und Zünften um das Stadtregiment, zwischen Rat und Klerus über die beiderseitigen Machtgrenzen sind gut durch urkundliche Zeugnisse illustriert. […]. Es bietet sich wie in diese Dinge, so auch in alle Zweige der städtischen Verwaltung, in das Justiz-, Kirchen- und Schulwesen, wie nicht minder in Handel und Wandel der Bürgerschaft ein überraschender Einblick. Ebenso reiche Ausbeute bieten die Bestände des Archivs für die Geschichte der auswärtigen Beziehungen, für die Stellung der Stadt zum Reiche, zu den Nachbarterritorien und anderen Reichsstädten, zur Reformation und zu den großen kriegen des XVII. und XVIII. Jahrhunderts. Für die deutsche Reichsgeschichte im besonderen hat sich in den Akten über Landfriedenseinungen, oberrheinische Kreisangelegenheiten, Kriegs- und Wehrsachen manches erhalten, wonach man in anderen deutschen Archiven vergeblich suchen würde.“

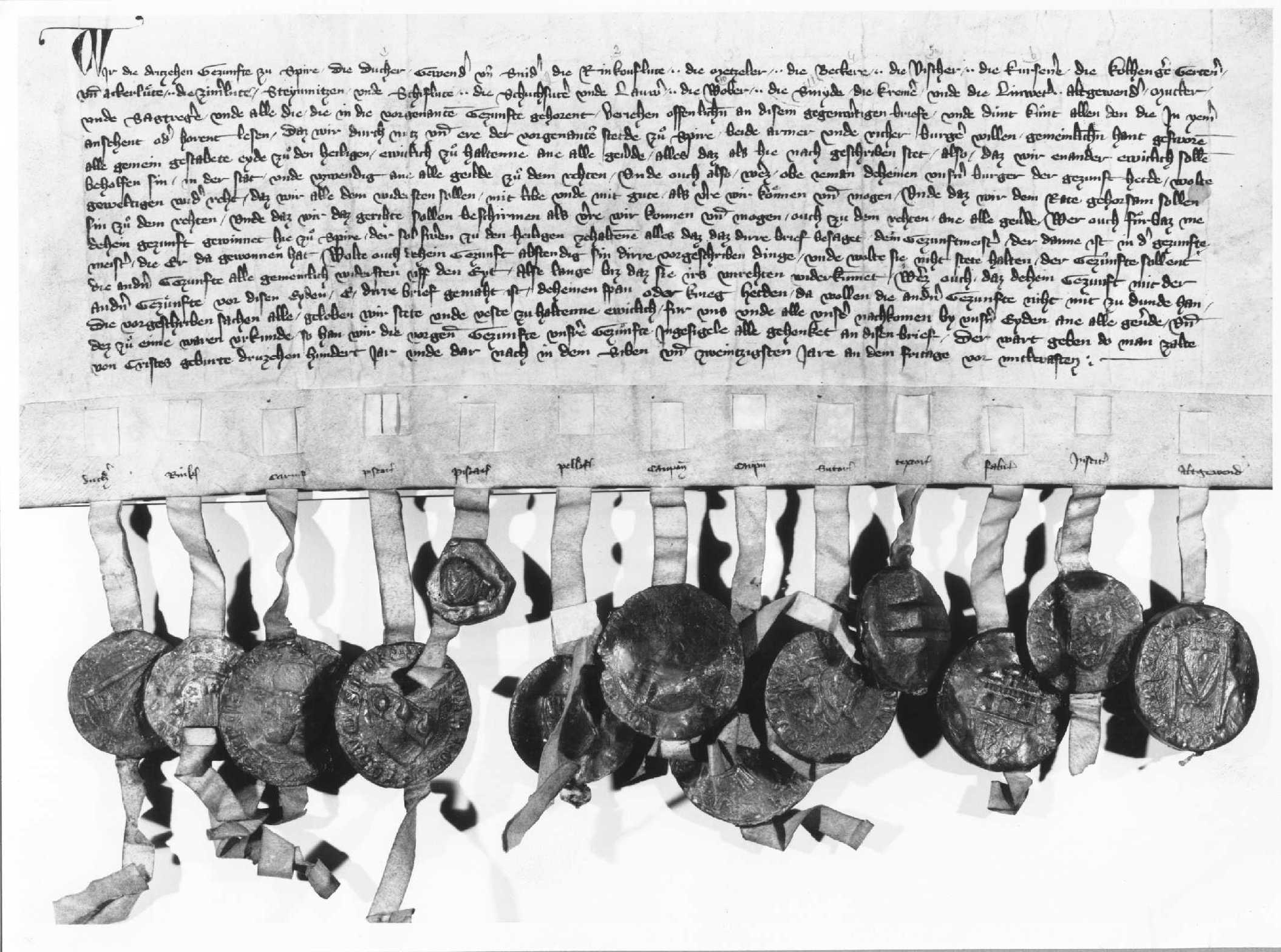
Stadtarchiv Speyer, Bundbrief der 13 Zünfte vom 20. März 1327

Im Anhang zu einer Abhandlung von Hanns Oberseider wurde zum ersten Mal eine ausführliche Übersicht über die Bestände des Stadtarchivs in einer Fachzeitschrift veröffentlicht. In diesem Aufsatz erläuterte Oberseider die näheren Umstände, aufgrund derer das Stadtarchiv durch die Wirren des Pfälzischen Erbfolgekrieges hindurch gerettet werden konnte.

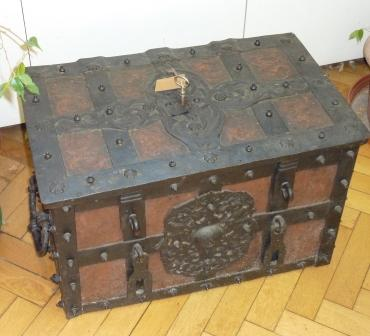
Stadtarchiv Speyer, "Rote Lade"

Die wichtigsten Dokumente wurden in der sogenannten „roten Kiste“ aufbewahrt, einer massiven Metalltruhe mit einem komplizierten Schließmechanismus, die sich bis heute im Stadtarchiv befindet. Der Schlüssel zu dieser Archivtruhe war in der Obhut städtischer Beamter. Der jeweilige „Archivarius“ gehörte zu den Stadt- und Ratsschreibern, den Ratskonsulenten und den Syndici.

## Verwaltung
Ab dem Jahr 1892 sind wieder Stadtarchivare belegt. Die Verwaltung des Archivs war jeweils einem Beamten des königlichen Kreisarchives Speyer als besoldetes Amt übertragen. Infolge der Betreuung durch Fachleute ergab sich ein Umbruch in der Ordnung, der Erhaltung und der Benutzung der Archivalien.
Mit der Zeit wurde die Einrichtung des alten Archivs den Anforderungen des beginnenden 20. Jahrhunderts an die Aufbewahrung der Archivalien nicht mehr gerecht. Aufgrund falscher Lagerung, Pilzen, Tierschädlingen und anderer Probleme musste schnellstens eine Lösung gefunden werden, um die alten Dokumente zu erhalten. Dies wurde der Stadtverwaltung vorgetragen, die sich dieser Problematik annahm und den Vorschlägen der Archivleitung entgegenkam. Zum einen wurde eine neue Art der Aufbewahrung beschlossen, durch die die Archivalien besser gegen äußere Einflüsse geschützt waren. Zum anderen wurde durch einen Stadtratsbeschluss vom 22. März 1904 die Herrichtung eines feuersicheren Magazins in den Räumen beim Rathaus, die früher der Polizei dienten, genehmigt. Nach der Einrichtung dieser Räumlichkeiten für das Stadtarchiv erfolgte der Umzug in das neue Archiv im Jahr 1909.

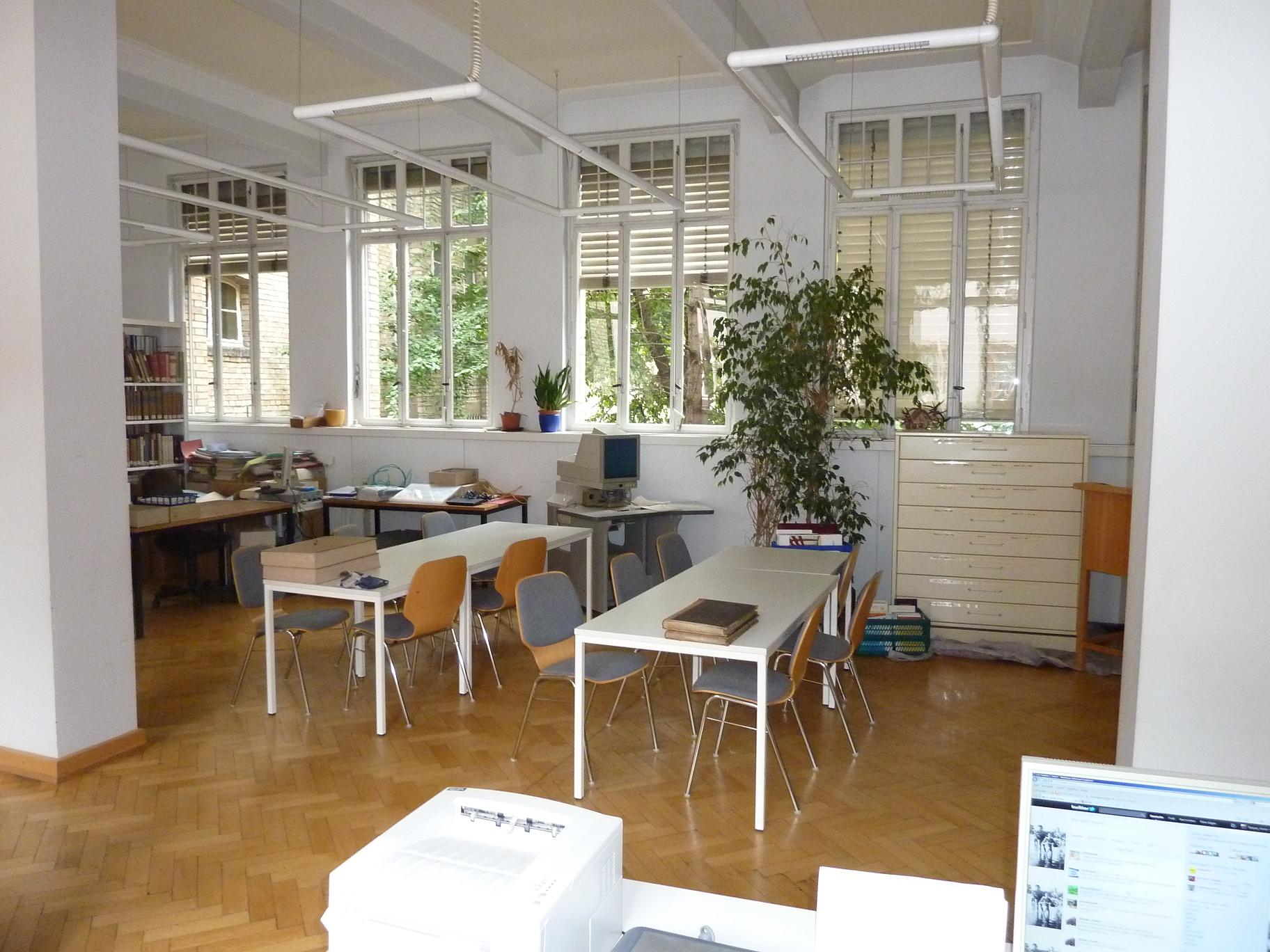
Stadtarchiv Speyer, Lesesaal

## Das Archiv heute
Im März 1995 zog das Stadtarchiv schließlich in seine heutigen Räumlichkeiten in der Johannesstraße 22a ein. Dieses ehemalige Fabrikgebäude wurde zuvor von der Pfälzischen Landesbibliothek genutzt. Dort verfügt das „Gedächtnis der Stadt“ seitdem über einen großen Lesesaal, der auch als Vortragsraum genutzt wird, sowie über zwei Magazine und Büroräume. Durch die Teilnahme am DFG-Projekt „Virtuelles deutsches Urkundennetzwerk“ (VdU), in dessen Zusammenhang sämtliche Urkunden digitalisiert wurden, bietet sich dem Benutzer die Möglichkeit, Speyerer Urkunden im virtuellen Urkundenarchiv „Monasterium“ anzusehen. Außerdem bietet das Stadtarchiv Speyer regelmäßig wechselnde Ausstellungen an, die über alte und neue Bestände und Neuerungen informieren. Infolge einer Umstrukturierung der Abteilungen der Stadtverwaltung Speyer firmiert das Stadtarchiv seit Mai 2012 als eigene Abteilung: Abteilung Kulturelles Erbe (Stadtarchiv, Museen, Gedenkstätten).

## Leitung
- 1976–2010 Dorothee Menrath († 4. November 2013)[2]
- 2011–2015 Joachim Kemper (* 1973)
- seit 2016 Christiane Pfanz-Sponagel (* 1964)[3]